# Javorica
Javorica je umjetno jezero u Hrvatskoj. Nalazi se u Virovitičko-podravskoj županiji, ispod Papuka, u blizini grada Slatine. Površina iznosi 147 599 m². Jezero je nastalo 2006. godini. U jezeru žive šarani, babuške, deverike, linjaci, smuđi i amuri.